# Mauerwerk

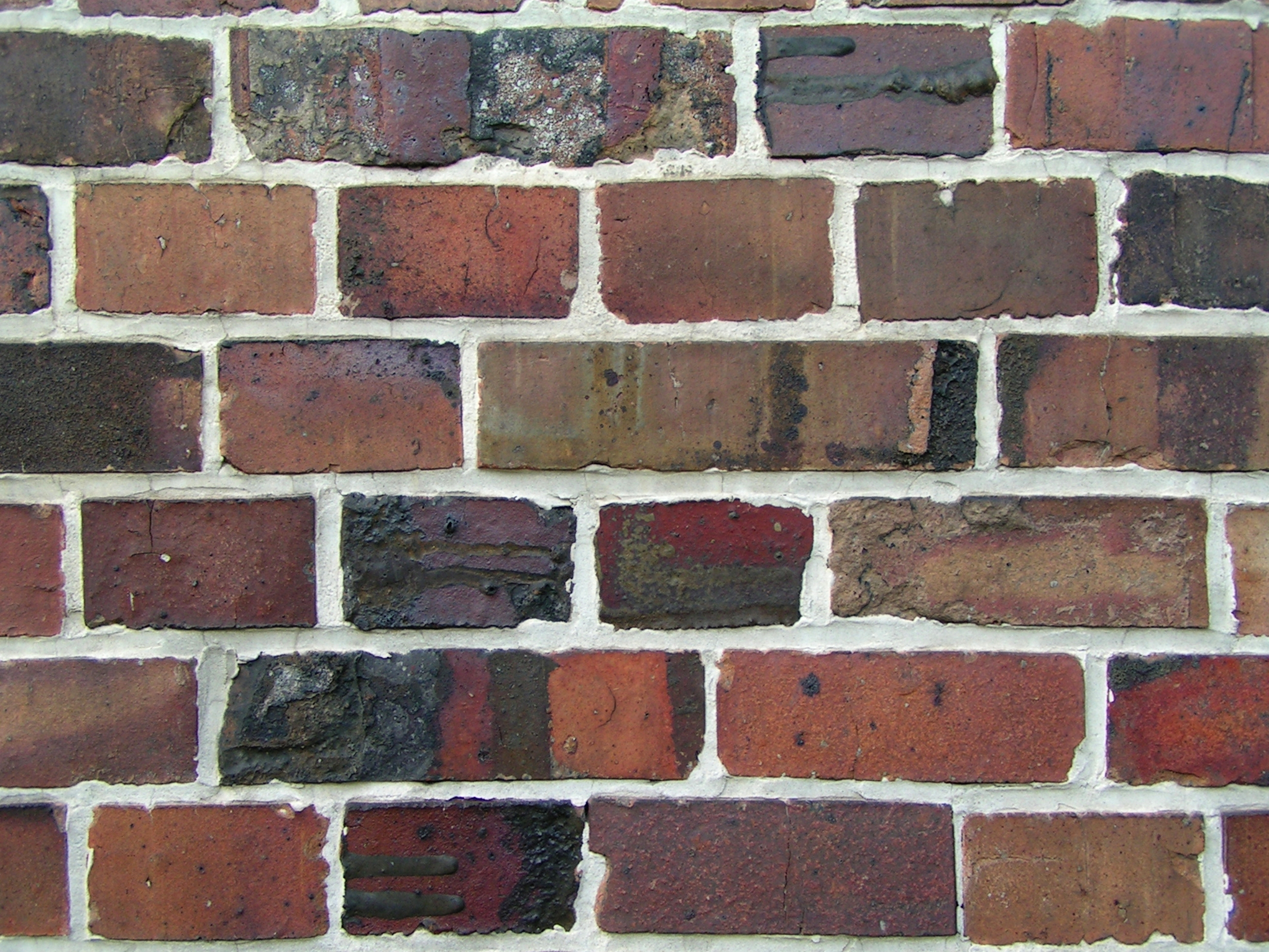
Mauerwerk aus Klinkern

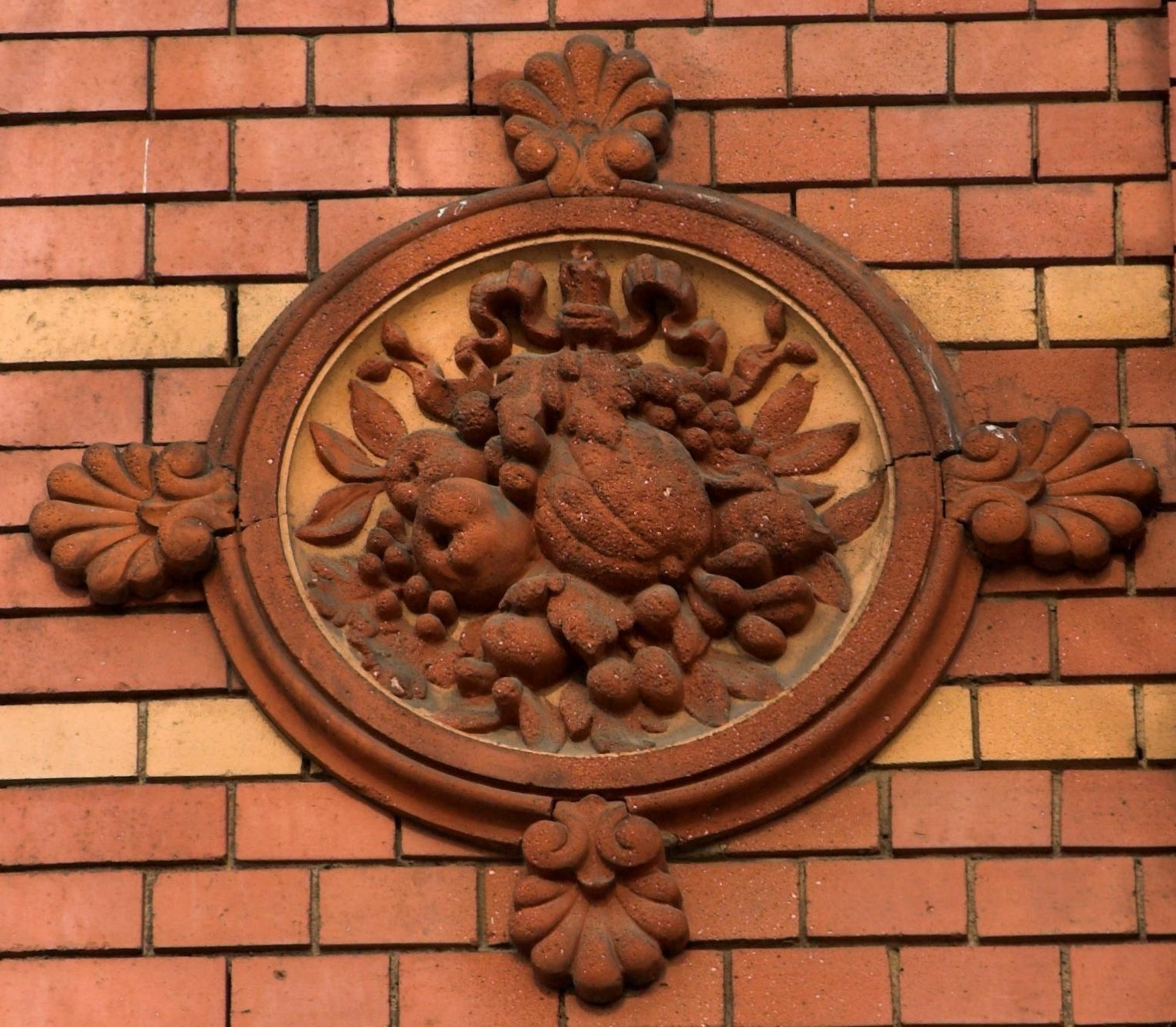
Feines Verblendmauerwerk aus Klinkern mit Terrakotta-Medaillon

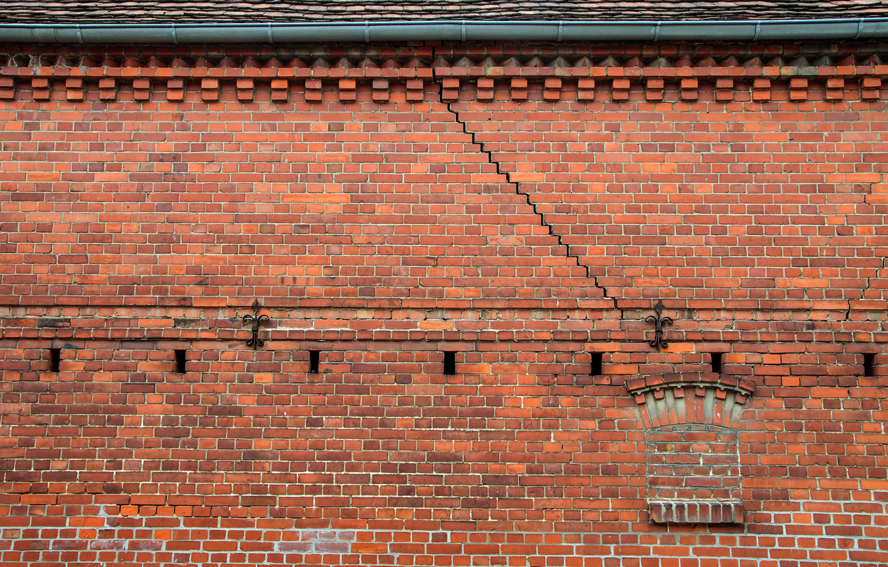
Sichtmauerwerk mit Schmuckelementen

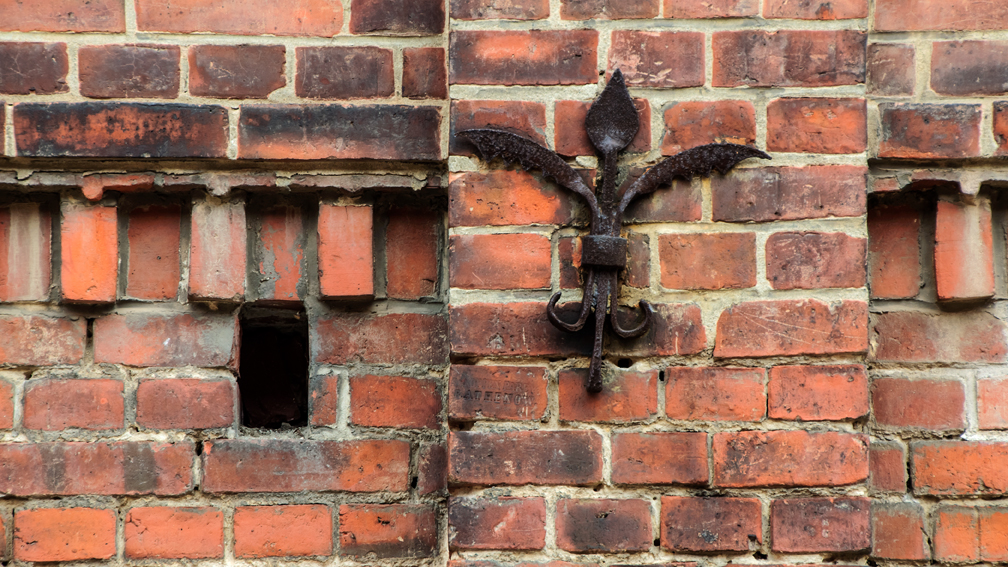
Sichtmauerwerk mit Schmuckelementen und Ziegelstempel

Mauerwerk ist ein aus Mauersteinen als Massivbau gefügtes Bauteil. Der Mauerwerksbau grenzt sich durch spezifische Techniken und Werkstoffe von anderen Bautechniken, wie dem Holzbau, Stahlbetonbau oder Stahlbau, ab.
Das Mauerwerk besteht aus einzelnen druckfesten Elementen (Natursteine oder künstliche Steine wie beispielsweise Lehmziegel, Mauerziegel oder Hohlblocksteine), die mit oder ohne Mörtel in einem Mauerwerksverband miteinander verbunden sind. Wenn es sich bei dem flächigen Bauwerk aus Mauerwerk um eine Wand handelt, spricht man von einer Mauer. Es können aber auch andere Bauteile wie zum Beispiel die Innenrohre freistehender Schornsteine nach DIN EN 13084-4 aus Mauerwerk hergestellt werden.
Bauteile, die nur aus Stahlbeton bestehen, sind per Definition kein Mauerwerk. Ein Mauerwerk wird aus einzelnen Steinen errichtet, während aus Beton monolithische Bauteile gegossen werden. Im Skelettbau können jedoch die Wandflächen aus Mauerwerk hergestellt werden, indem der Raum zwischen den tragenden Stahlbetonstützen ausgemauert oder die gesamte Konstruktion durch gemauerte Wände verblendet wird. Ebenso wie unbewehrter Beton kann Mauerwerk hohe Druck-, aber nur geringe Zugkräfte aufnehmen. Die Zugfestigkeit kann durch das Einlegen von Bewehrungsstahl vergrößert werden. Bewehrtes Mauerwerk enthält meist Flacheisen in den waagerechten Lagerfugen. Bei Hochlochsteinen und speziellen Schalsteinen können auch vertikale Bewehrungsstäbe eingeführt und mit Mörtel bzw. Beton vergossen werden.
Mauern sind Wände, die aus Mauerwerk errichtet werden. Bei Verwendung von großformatigen Steinen oder vorgefertigten Wandelementen lassen sich Mauerwerkswände oft schneller errichten als Betonwände aus Ortbeton, die Schalarbeiten erfordern und eine gewisse Aushärtungszeit benötigen.
Zur Herstellung eines fachgerechten Mauerwerksverbands ist es erforderlich, die vertikalen Stoßfugen aufeinanderfolgender Mauerlagen gegeneinander zu versetzen. Der im Mauerwerksbau tätige Handwerker wird als Maurer bezeichnet.

## Klassifizierung

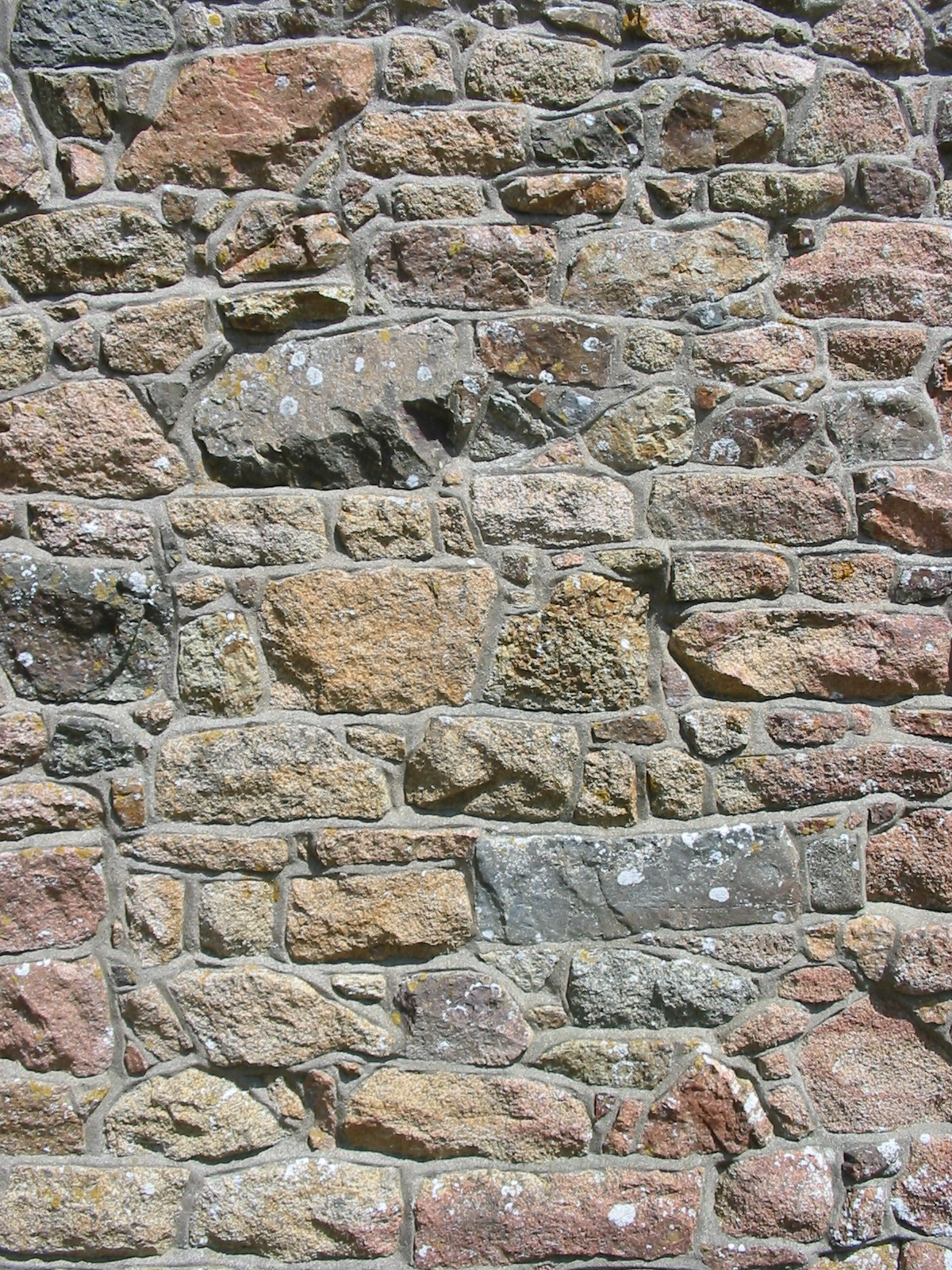
Bruchsteinmauerwerk

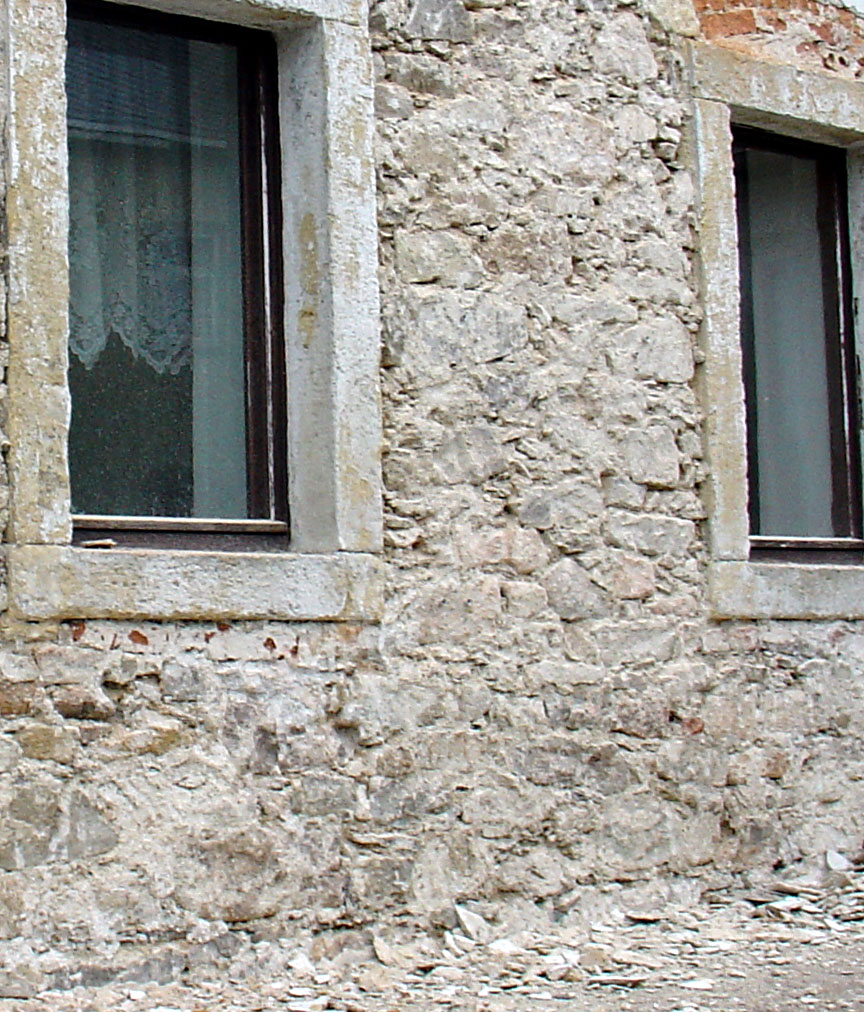
Bruchsteinmauer unverputzt, im Erzgebirge, (Fürstenau)

Mauerwerk kann nach verschiedenen Aspekten unterschieden werden:
- nach den verwendeten Steinen – Bruchsteinmauerwerk, Natursteinmauerwerk, Ziegelmauerwerk und anderen natürlichen und künstlich hergestellten Steinen
- nach der Art der Fügung der Mauersteine – Trockenmauerwerk, Mörtelmauerwerk, homogenes und inhomogenes Mauerwerk (Mischmauerwerk)
- nach der Sichtbarkeit – Sichtmauerwerk, Verblendmauerwerk
- nach der statischen Funktion – tragendes oder nicht tragendes Mauerwerk

Mauerwerk besteht aus einzelnen Steinen, die aufeinandergeschichtet werden. Verwendet werden:
- künstliche Steine (mit genormten Steinformat)
  - Lehmziegel
  - Backsteine (Mauerziegel)
  - Betonwerksteine
  - Blähtonsteine
  - Hohlblocksteine
  - Lochziegel
  - Kalksandsteine
  - Porenbeton-Steine.
  - Schwemmstein
- Natursteine
  - Sedimentgesteine wie Kalkstein oder Sandstein
  - Tiefengesteine wie Granit

Mit Ausnahme von Trockenmauern werden die Mauersteine durch Vermörtelung der Fugen zwischen den Steinen kraftschlüssig verbunden. Mörtel kann hohe Druckkräfte aufnehmen. Zugkräfte können hingegen nur in sehr geringem Maß übertragen werden. Die Übertragung von Scherkräften hat einen Einfluss auf die Rissempfindlichkeit des Mauerwerks und hängt von verschiedenen Faktoren wie der Struktur der Steinoberflächen und der Auflast ab.
Steine für besondere technische oder dekorative Anforderungen
- Fasensteine betonen die Fuge optisch.
- Zum Höhenausgleich werden Kimmsteine verwendet.
- Vormauersteine sind unempfindlich gegenüber Durchfeuchtung und Frost
- Klinker sind Vormauersteine, die als Sichtmauerwerk eingesetzt werden.
- Riemchen sind keine Mauersteine. Sie dienen zur Verblendung der eigentlichen tragenden Wand und können Mauerwerk imitieren.
- Keilförmige Steine zum Mauern von Bögen, Gewölben und anderen Rundungen werden als Keilstein, Keilziegel, Bogenstein oder Schlussstein bezeichnet.

## Nach verwendeten Steinen

### Natürliches Gestein

#### Natursteinmauerwerk
Natursteinmauerwerk ist ein Oberbegriff für Mauerwerk, das aus natürlichen Steinen und Mörtel besteht, z. B. Sedimentgesteinen wie z. B. Kalkstein oder Sandstein, magmatischen Gesteinen wie z. B. Granit und Rhyolith oder aus Umwandlungsgesteinen wie z. B. Marmor und Gneis. Auch Feldstein zählt zum Natursteinmauerwerk, oft handelt es sich dabei um Lesesteine.

#### Bruchsteinmauer

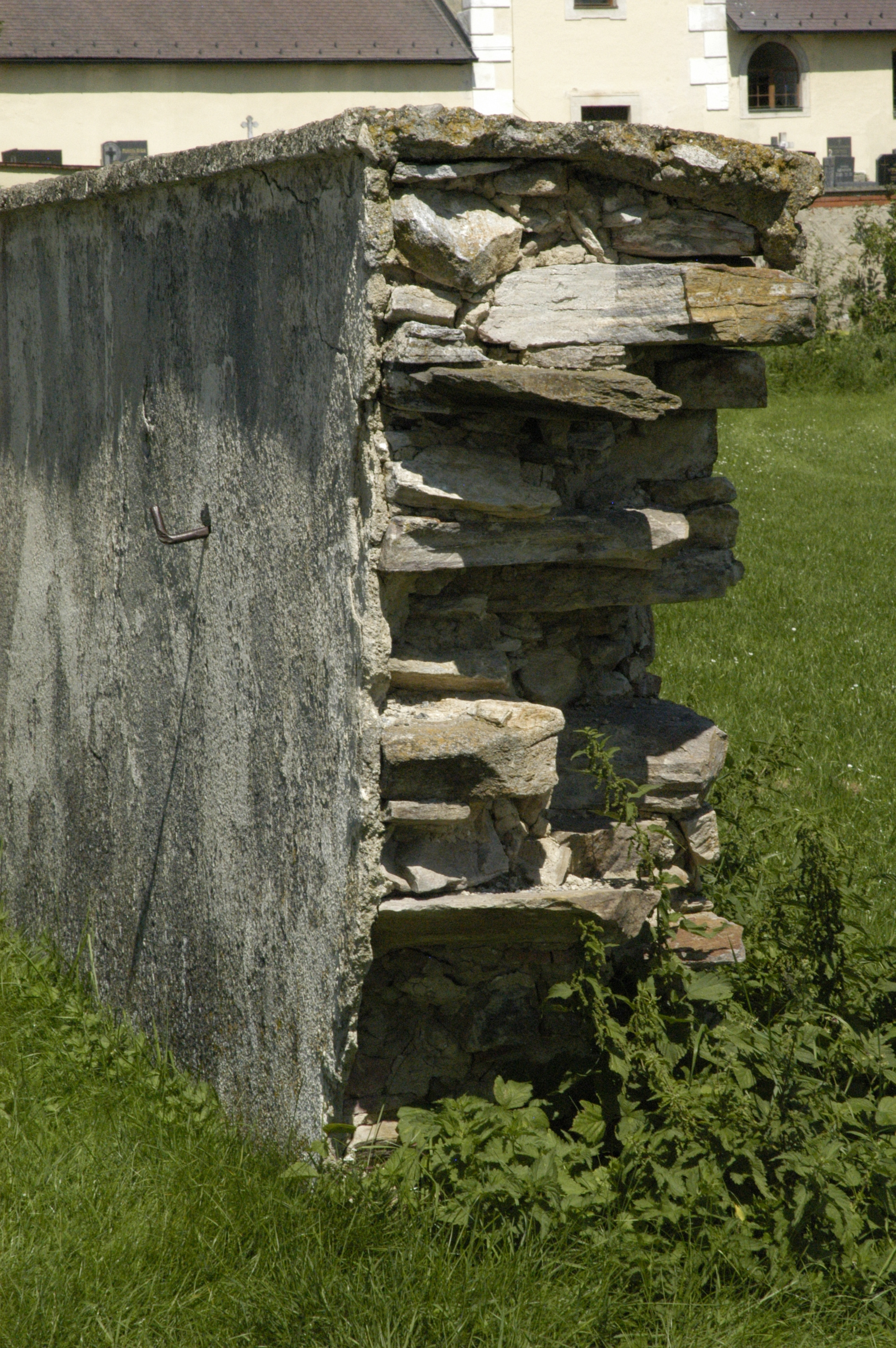
Bruchsteinmauerwerk

Als Bruchsteinmauerwerk bezeichnet man ein Natursteinmauerwerk, das aus Bruchsteinen – oft lokal vorkommenden Natursteinen – im Verband und mit Mörtel oder Lehm aufgeschichtet ist. Die Bruchsteine werden nur grob bearbeitet bzw. behauen, bis sie zwei mehr oder weniger parallele Seiten haben. Sie werden dann mit Mörtel aufgemauert, womit es sich nach der inzwischen zurückgezogenen DIN 1053-1 um ein Mischmauerwerk handelt. Diese Vorgehensweise ist eine sehr einfache Art, eine Mauer zu errichten. Man braucht im Gegensatz zum Schichtmauerwerk nicht selbst künstliche Steine herzustellen, sondern verwendet lokal vorkommendes Bruchgestein. Eine Sonderform des Bruchsteinmauerwerkes ist das Zyklopenmauerwerk. Für die Stauferzeit waren die Buckelquader bzw. das Bossenwerk typisch.
Zur Stabilisierung solcher Mauern – besonders an Hängen – setzt man in regelmäßigen Abständen besonders lange, große Steine, die von der Vorderseite durch die gesamte Mauer hindurch bis in den jenseitigen Hang reichen; diese Steine werden Durchbinder oder Bindesteine genannt. Teilweise können sie sogar an der Vorderseite der Mauer herausragen und als Trittstufen zum Übersteigen der Mauer dienen.
In Süd-Jordanien wurde in der heutigen Stadt Basta Kellermauerwerk aus Natursteinen gefunden, die mit Kalkmörtel vermauert waren und auf ca. 6000 v. Chr. datiert werden. In der Gegend des Osterzgebirges wurden Mauern später mit „Zinnwälder Sand“ (und Zement) verputzt, der eine sehr hohe Festigkeit aufwies. Heute wird Bruchsteinmauerwerk nur noch selten eingesetzt, hauptsächlich im Garten- und Landschaftsbau, als Gartenmauer oder in Weinbergen.
Beispiel: Bruchsteinmauer Hauptstraße 133 (Lendersdorf)

#### Zyklopenmauerwerk

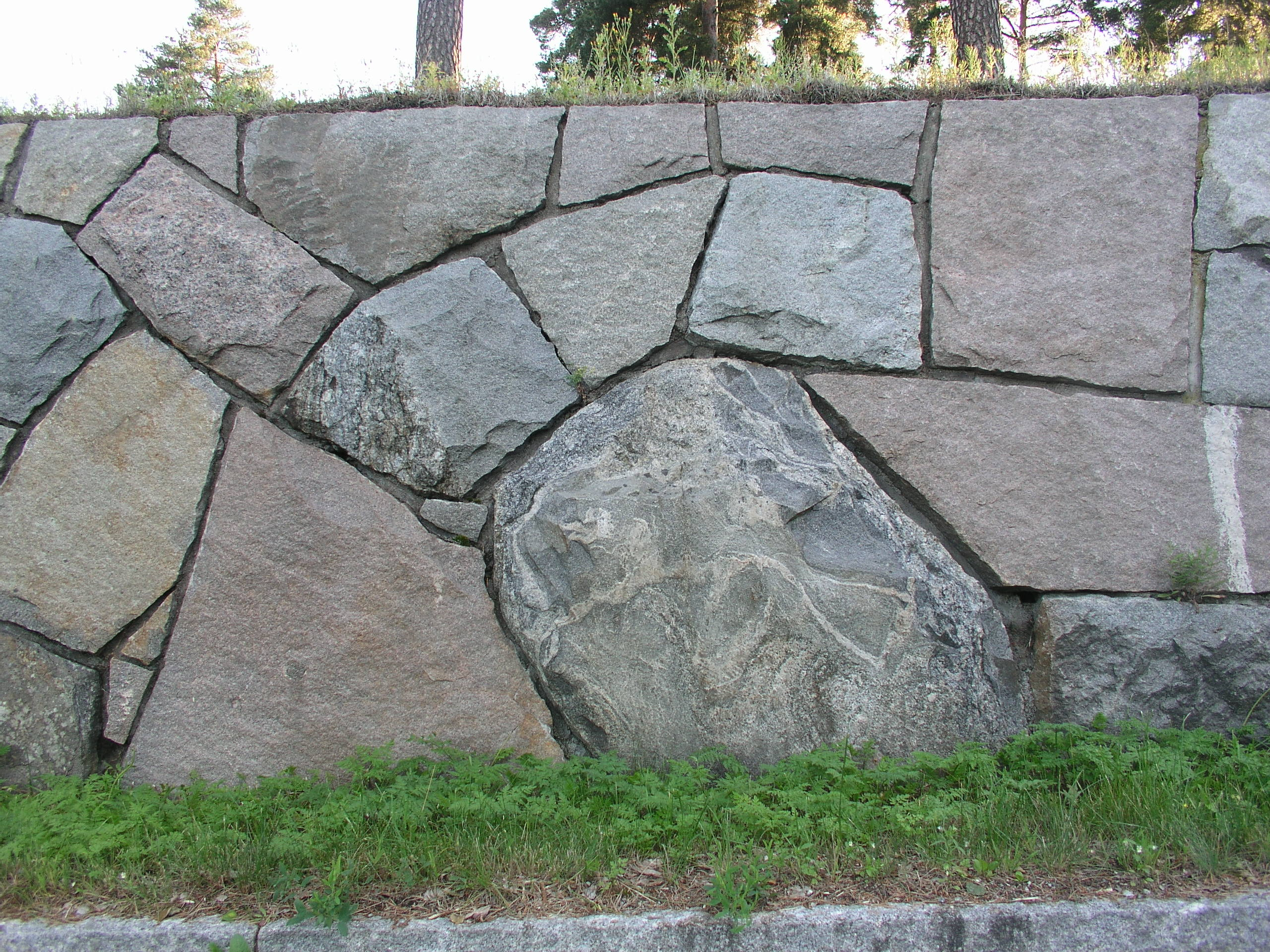
Zyklopenmauerwerk in Stockholm

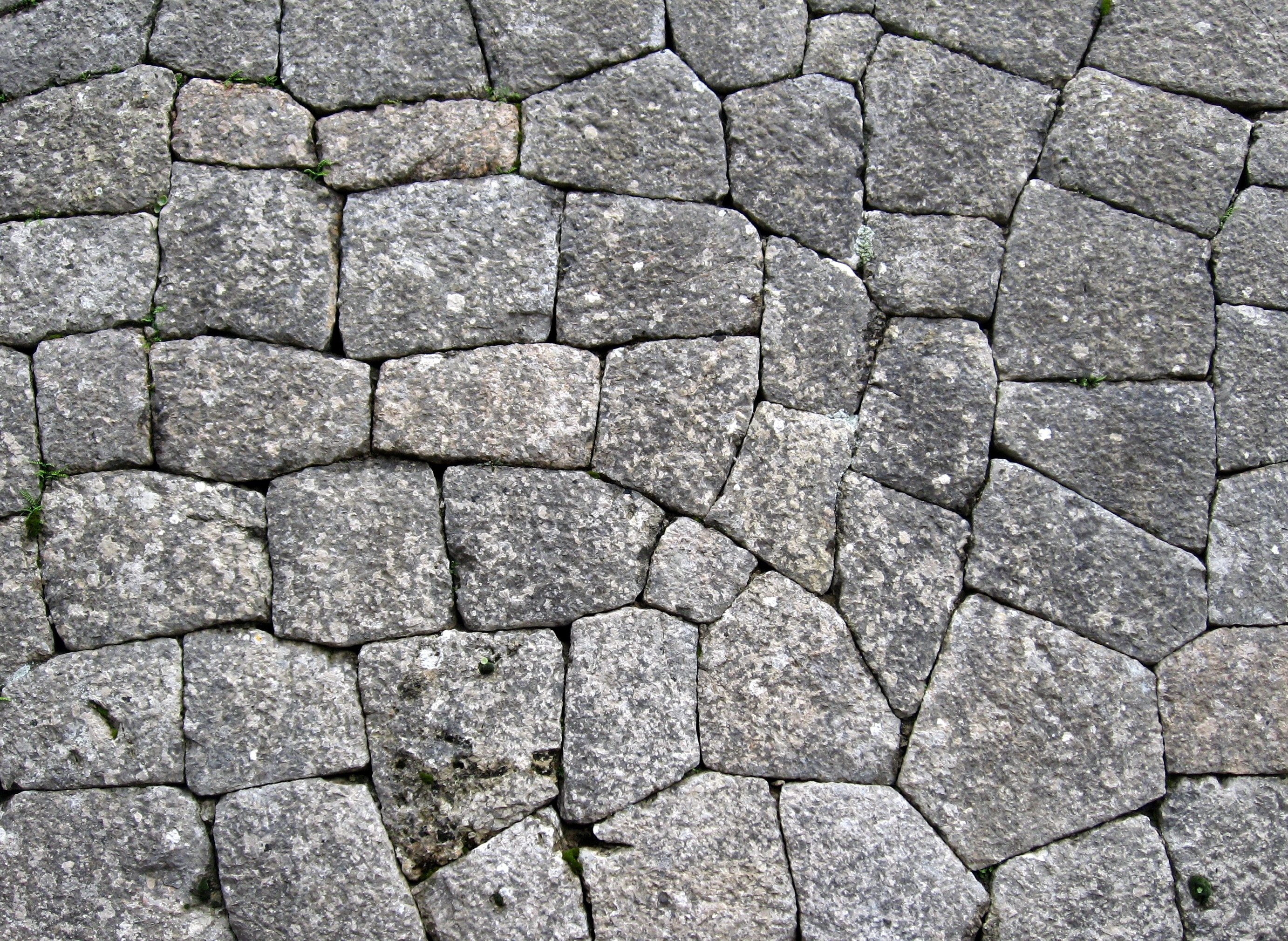
Zyklopenmauerwerk auf Mallorca

Das Zyklopenmauerwerk ist eine Sonderform des Bruchsteinmauerwerks aus sehr großen, unregelmäßigen Steinen, die sorgfältig aufeinander geschichtet sind. Bei lagerhaftem Material und einem mehr oder weniger rechteckigen Aussehen der Sichtseite der Mauersteine spricht man von einem Bruchsteinmauerwerk. Bei einer unregelmäßigen, polygonalen Sichtfläche von einem Zyklopenmauerwerk. Das Fugenbild ist unregelmäßig und ohne waagerechte Lagerfugen. Oft handelt es sich um eine in Schalenbauweise gebaute Mauer mit einer Innenfüllung aus Steinen und Lehm.

#### (Kalk-)Sandsteinmauerwerk
Mauerwerk, das aus Sandsteinen bzw. Kalksandsteinen und Mörtel besteht. Meist als tragendes Mauerwerk eingesetzt. Kalksandsteine können wegen ihrer hohen Rohdichteklasse und hoher Steindruckfestigkeitsklasse und damit guten Schalldämmung bei gleichzeitig hoher Tragfähigkeit für schlanke Trennwände benutzt werden.

#### Feldsteinmauerwerk

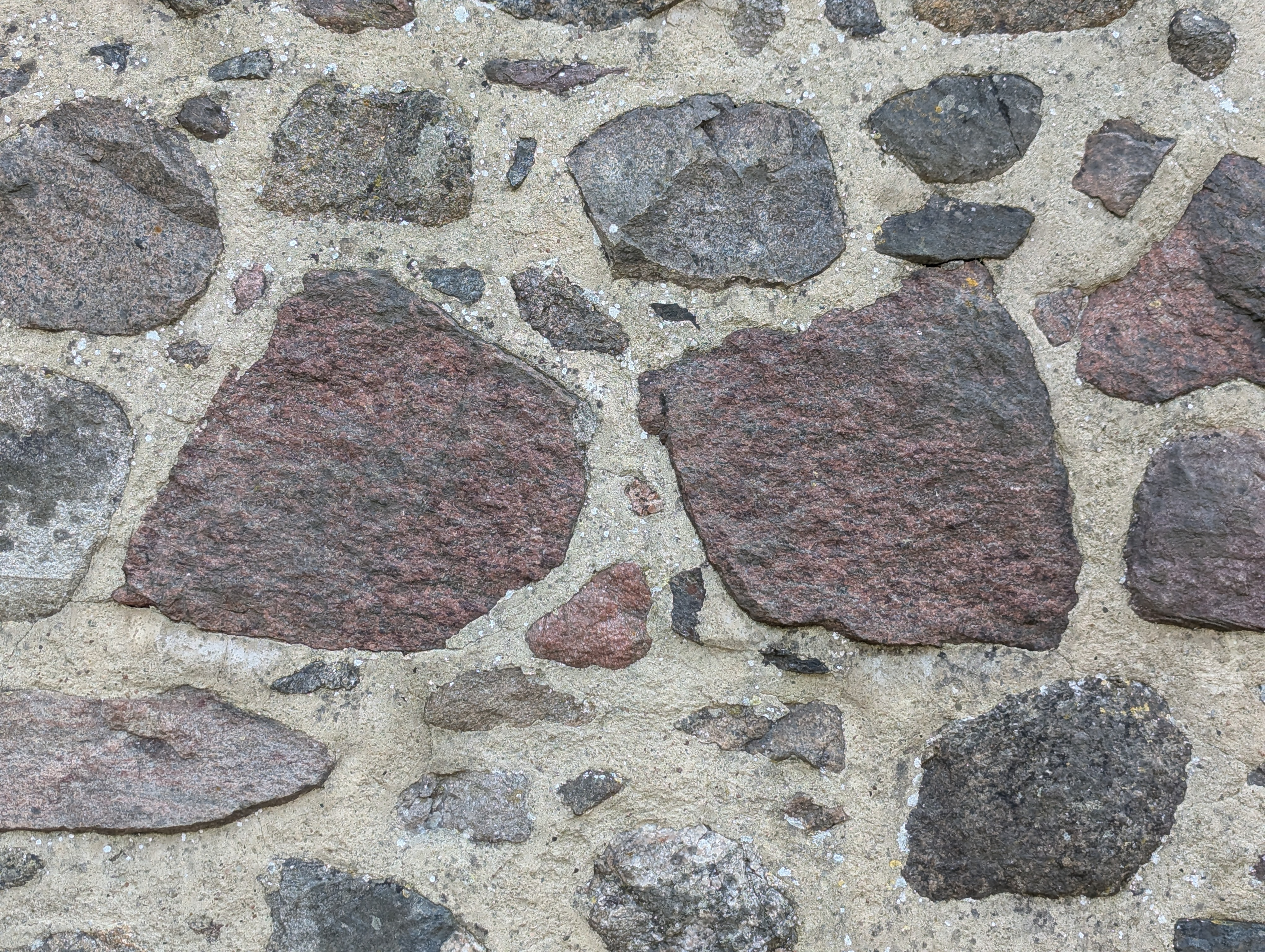
Zwillingssteine (gespaltener Findling bzw. nebeneinander liegende Halbsteine)

Feldsteinbauten werden in Zweischalentechnik errichtet, einer sehr frühen Technik. Dabei gibt es eine innere und eine äußere Wand, die mit Mörtel aufgemauert verlegt wurden. Bei den sehr seltenen Beispielen von Trockenmauerwerk aus Feldstein (Kapellen in Irland) gibt es keine Zweischalentechnik. Bei den älteren Bauten wird die äußere Schale aus größeren, die innere aus kleineren Feldsteinen oder Naturstein-Quadern erstellt. Der Zwischenraum dieser etwa einen Meter und mehr dicken Mauern wurde mit Mörtel, unbehauenen Feldsteinen und mit Bruchgestein von der Steinbearbeitung gefüllt. Bei vielen mittelalterlichen Kirchen ist die äußere Mauerschale steinsichtig, während die innere meist verputzt wurde. Ein erfahrener mittelalterlicher Werkmeister hat nach empirisch gewonnenen Regeln zumeist optimal gebaut. Die größten Probleme dürften unterschiedliche Setzungen des Baugrunds verursacht haben, da der Turmbereich aufgrund seiner größeren Masse ein größeres Gewicht hatte und daher einen höheren Bodendruck verursachte. Dies hatte Setzungsrisse zwischen Turm und Langhaus zur Folge, die oft an Feldstein-Dorfkirchen beobachtet werden können.

### Künstliche Steine

#### Klinkermauerwerk

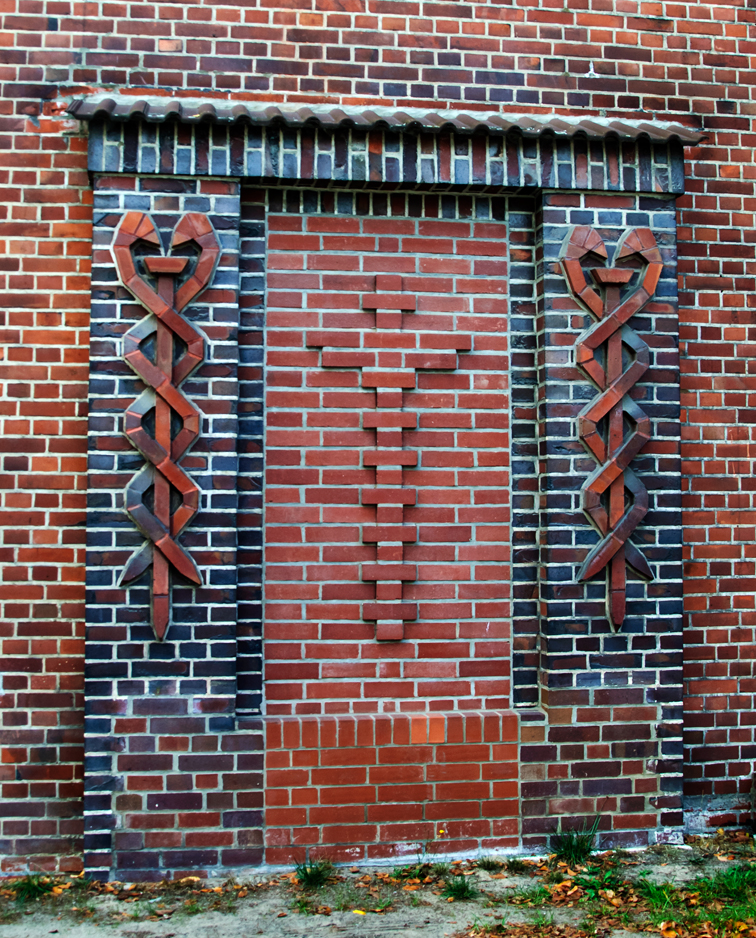
Äskulapstab und Kreuz am Johanniter-Krankenhaus (Genthin)

Mauerwerk, das aus Klinkern und Mörtel besteht. Siehe auch Artikel Mauerwerksverband.

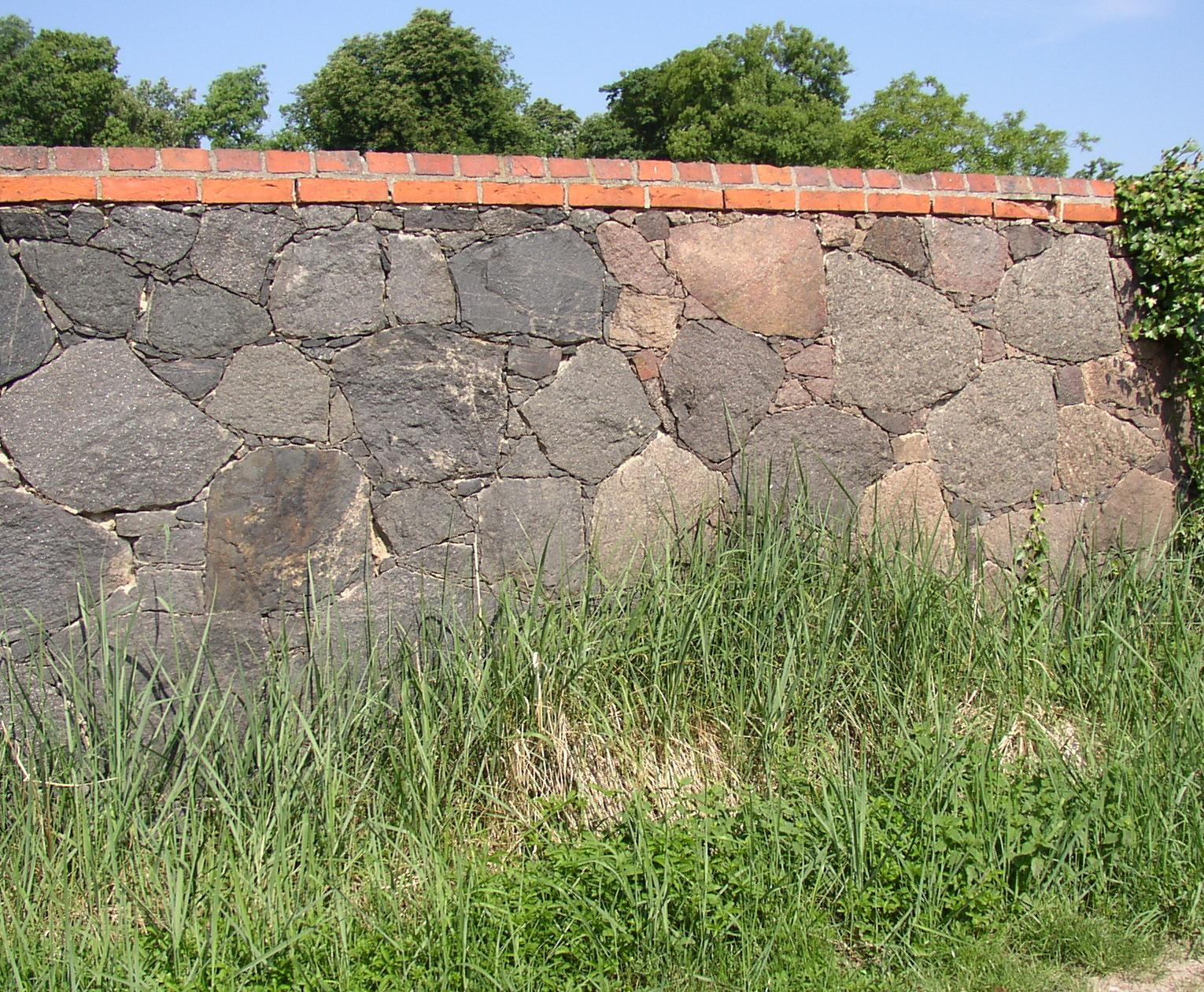
Feldsteinmauer in Wriezen-Haselberg

#### Ziegelmauerwerk
Besteht aus Mauerziegeln und Mörtel. Aufgrund der unterschiedlichen Anforderungen an Wärmedämmung, Witterungsbeständigkeit und optischer Erscheinung unterscheidet man heute Hintermauerwerk (tragend, wärmedämmend) und Verblendmauerwerk (feuchte- und frostbeständig, dekorativ, je nach Wandstärke tragend oder nichttragend). Siehe auch: Mauerwerksverband

#### Blähtonmauerwerk
Mauerwerkssteine aus Ton und Zement, eingesetzt als tragende Wand. Die Blähton-Kügelchen werden aus 150 Millionen Jahre altem Lias-Ton granuliert. Alle biologischen Bestandteile verbrennen und erzeugen somit kleine Lufteinschlüsse. Die Kügelchen mit den unterschiedlichsten Abmessungen werden mit Zuschlagsstoffen (Sand, Wasser, Zement etc.) vermischt und gepresst und müssen anschließend mehrere Tage abbinden. Ein Brennen der Steine ist nicht notwendig.

## Nach Zusammensetzung

### Mischmauerwerk
Man unterscheidet homogenes und inhomogenes Mauerwerk. Homogenes Mauerwerk besteht nur aus Sandstein, Kalkstein, Bruchstein, Feldstein oder Ziegeln. Inhomogenes Mauerwerk, etwa des Mittelalters und der frühen Neuzeit, besteht aus zwei vorab gemauerten Schalen und einem dazwischen eingebrachten Kern. Mittelalterliches Mischmauerwerk besteht aus Feldsteinen und Ziegeln; dabei sind die Feldsteine oft nur gespalten. Lediglich als Ecksteine werden sie rechtwinklig behauen. Mischmauerwerk aus Ziegeln besteht aus (z. T. minderwertigen) Ziegeln, Ziegelbruch und teilweise auch Findlingen. Die Schalen sind meist im Gotischen Verband gemauert und nur durch wenige Binder mit dem Kern verbunden. Aufgrund der geringen Durchbindung kann sich daher die Schale vom Kern lösen. Der Grund für diese Bauweise war der unausgereifte Brennvorgang, der wenige gute und viele schlecht gebrannte Ziegel lieferte. Die guten Qualitäten mussten daher an der Außenseite konzentriert werden. Die Ecken im mittelalterlichen Mauerwerk wurden meist aus besonders großen Feldsteinen gefügt; der Ausgleich zur üblichen Überdeckung um 1/4 Steinlänge erfolgte innerhalb des Verbandes.

### Mörtelmauerwerk
Verbundwerkstoff aus Mauersteinen und Mörtelfugen: Ungenauigkeiten der Maße der einzelnen Mauersteine können durch die Mörtelfugen ausgeglichen werden. Somit ist ein rasches Herstellen und ein genaues Ergebnis zu erzielen. Mörtelmauerwerk ist plastisch verformbarer als Trockenmauerwerk. Außerdem lassen sich nur so luftdicht gemauerte Wände herstellen.

### Trockenmauerwerk
Trockenmauerwerk ist Mauerwerk, das aus Natursteinen ohne Zuhilfenahme von Mörtel gefügt wird.

### Einsteinmauerwerk
Mit der Entwicklung größerer Steinformate ist Einsteinmauerwerk das üblicherweise verwendete Mauerwerk im Neubau. Die Wanddicke entspricht der Steindicke. Die Mauersteine werden im Verband versetzt. Das Überbindemaß (nach DIN-1053-1: mindestens 0,4-mal Steinhöhe) muss hier nur in Wandlängsrichtung eingehalten werden.

### Verbandsmauerwerk
Im Gegensatz zum Einsteinmauerwerk besteht das Verbandsmauerwerk aus zwei oder mehreren Steinreihen, die nebeneinander gesetzt werden. Klassisches Beispiel ist die 30 cm dicke Wand. Mauersteine in den Formaten 2 DF (Dicke = 11,5 cm) und 3 DF (Dicke = 17,5 cm) werden jeweils im Wechsel gegeneinander mit 1 cm Schalenfuge versetzt. Das Überbindemaß ist hierbei sowohl in Wandlängs- und Wandquerrichtung einzuhalten. Aufgrund des hohen Aufwandes ist diese Art des Mauerwerksart im Neubau nicht mehr zu finden und hat lediglich im Bereich von Sanierungen und Verblendmauerwerk (z. B. Terrassenmauern) seine Anwendung.

## Nach Sichtbarkeit

### Ansicht (Haupt)
Beim Begriff Haupt handelt es sich um einen überkommenen Handwerksbegriff der Maurer und Steinmetzen, der auch heute noch durchaus üblich ist.
Das einhäuptige Mauerwerk stößt mit einer Seite gegen das Erdreich und hat nur eine sichtbare Seite. Das zweihäuptige Mauerwerk steht frei und hat zwei sichtbare Seiten. Die Sichtseiten eines Natursteinmauerwerks sind meist bruchrau. Der Begriff Haupt bezeichnet beim Mauerwerk die Sichtseiten; im Gegensatz zum Lager des Mauerwerks, auf dem die Mauersteine aufliegen, das nicht sichtbar ist. Die Vorderseite des Mauerwerks, auch eines Mauerbogens wird auch Stirn bzw. Vorhaupt und die Rückseite Hinterhaupt genannt.

### Sichtmauerwerk

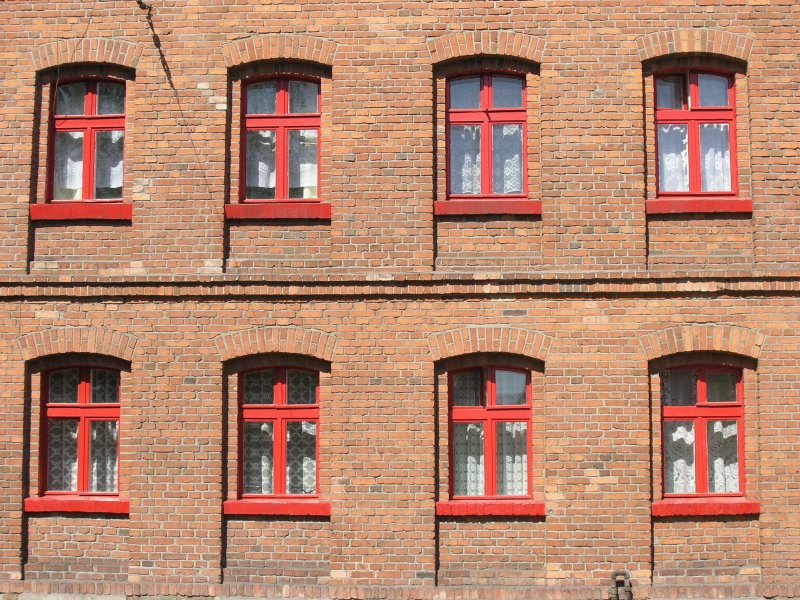
Sichtmauerwerk aus Ziegelsteinen (Friedenshütte O/S)

Als Sichtmauerwerk bezeichnet man Mauerwerk, das nicht verputzt oder verkleidet wird und im fertigen Bauwerk außen oder innen dauerhaft sichtbar ist.
Beim Mauerziegelbau wurden Sichtmauerwerksbauten in Norddeutschland als Rohziegelbau (Ziegelrohbau, Backsteinrohbau) in Süddeutschland als Blankziegelbau  bezeichnet, weil die unverputzten Ziegel „roh“ bzw. „blank“ sind.
In modernen Außenwandkonstruktionen lässt sich Sichtmauerwerk nur durch einen zweischaligen Aufbau mit einer Vorsatzschale aus Verblendmauerwerk realisieren, da ansonsten keine ausreichende Dämmwirkung erreicht werden kann.

### Verblendmauerwerk
- Siehe auch: Zweischaliges Mauerwerk.

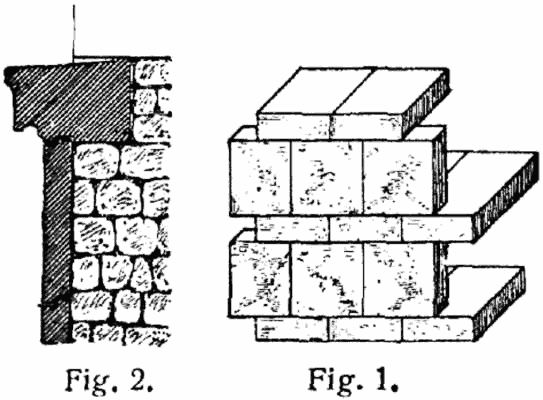
Historisches Verblendmauerwerk

Als Verblendmauerwerk bezeichnet man Mauerwerk, das als äußerste Schicht einer Mauerwerkskonstruktion vor allem dekorative Funktion hat. Außerdem hat es eine Schutzfunktion gegen Schlagregen.
In der Vergangenheit war das Verblendmauerwerk die äußerste, ansehnliche Schicht von monolithischem Mauerwerk. Heute wird Verblendmauerwerk als Vorsatzschale eines mehrschichtigen Wandaufbaus eingesetzt und hat meist keine tragende Funktion. Bei korrekter Ausführung ist dies eine langfristig pflegeleichte Lösung für Fassaden. Dieses Verblendmauerwerk muss aus frostwiderstandsfähigen Steinen (Verblendern) bestehen. Deshalb werden meist Klinker oder Verblender verwendet.

### Aufgehendes Mauerwerk
Als aufgehendes Mauerwerk bezeichnet man in der Archäologie die vertikalen oder leicht einwärts geneigten Teile des konstruktiven Mauerwerks von Kulturdenkmälern, und zwar speziell den oberhalb der Fundamente befindlichen, sichtbaren Teil.

## Nach statischer Funktion

### Nicht tragendes Mauerwerk
Nicht tragendes Mauerwerk übernimmt gegenüber tragendem Mauerwerk planmäßig keine Lasten aus anderen Bauteilen, sondern nimmt lediglich Belastungen auf, die direkt auf das Mauerwerk wirken, wie z. B. Wind, Lasten aus der Einrichtung o. ä. und sein Eigengewicht. Es wird als nicht tragender Raumabschluss, als Ausfachungsmauerwerk zwischen Stützen, oder als Verblendmauerwerk verwendet. Bei der Erstellung von Wänden als nicht tragendes Mauerwerk ist darauf zu achten, dass keine unplanmäßigen Lasten Schäden an der Wand hervorrufen. So kann die Fuge zwischen nicht tragender Trennwand und Decke mit einem elastischen Material (z. B. Mineralwolle) oder – zu einem möglichst späten Zeitpunkt – mit Mörtel ausgefüllt werden.

### Tragendes Mauerwerk
Tragendes Mauerwerk übernimmt planmäßig Lasten aus den darüberliegenden Bauteilen (Decken, Dach) und aus seinem Eigengewicht. Das tragende Mauerwerk wird in der Regel auch zur Gebäudeaussteifung (Wind, Stabilität usw.) herangezogen. Das Erstellen oder Verändern von tragendem Mauerwerk muss in der Regel durch eine statische Berechnung nachgewiesen werden. Die Tragfähigkeit von Mauerwerk wird von der Festigkeit des Steins und der Qualität des Mörtels bestimmt. Da die Fuge zwischen Stein und Mörtel nur eine geringe Haftzugfestigkeit besitzt, müssen die Steine im Mauerwerksverband gemauert werden.

## Ausführung
Bei Verwendung von genormten Steinformaten ist es üblich, die genauen Maße im Grundriss sowie Raumhöhen und Wandöffnungen an das Steinformat anzupassen.
Meist bieten die Hersteller auch spezielle Steine zur Herstellung von Stürzen, zur Verkleidung von Ringankern und zur Ausbildung von Anschlägen für Fenster und Türen an.

### Wandanschluß
Häufig werden nicht alle Wände eines Stockwerks zur gleichen Zeit errichtet.
Insbesondere nicht tragende, sogenannte leichte Innenwände werden häufig erst nach der Erstellung der Außenwände aufgemauert.
Zur kraftschlüssigen Verbindung mit der zuvor errichtete Wand gibt es verschiedene Möglichkeiten.
Lochverzahnung
Beim Aufmauern der Wand werden Aussparungen vorgesehen, in die später einzelne Steine der nachträglich errichteten Wand eingeschoben werden.
Wartezahnung
Beim Aufmauern der Wand kragen einzelne Steine (Wartesteine) aus der Oberfläche hervor, an die eine später errichtete Wand angemauert werden kann. Eine stehende Verzahnung besteht meist aus einem vorkragenden Stein in jeder zweiten Mauerlage. Eine liegende Verzahnung besteht demgegenüber aus einem dreieckigen Mauerfuß auf den die anschließende Wand aufgemauert werden kann, ohne dass einzelne Steine zwischen hervorkragenden Steinen eingeschoben werden müssen.
Mauerschlitz
Beim Aufmauern einer Wand ab ca. 20 cm Stärke kann ein Schlitz bzw. eine Nut vorgesehen werden, in den die anschließende Wand später eingreift.
Maueranker
Beim Aufmauern der Wand werden in den Mörtel der Lagerfugen profilierte Flacheisen eingelegt, die in der anschließenden Wand später ebenfalls eingemörtelt werden. Alternativ können an beliebiger Stelle einer bestehenden Wand Ankerstäbe eingedübelt oder eingeklebt („chemische Anker“) werden, deren Überstand in die später errichtete Wand entweder unmittelbar eingemörtelt oder in eine Gleithülse geschoben wird.
Profilschienen
An beliebiger Stelle der bestehenden Wand werden entweder ein U-Profil oder zwei Winkelprofile aus Stahl oder Aluminium angebracht. Die später errichtete Wand wird zwischen den Schenkeln der Profile aufgemauert. Zwischen den Wänden ist dann eine Relativbewegung möglich, ohne dass Risse entstehen.

## Wirtschaftliche Bedeutung
Der Umsatz mit Mauersteinen betrug in Österreich 2015 140 Millionen Euro.

## Normen
Die bei der Erstellung von Mauerwerk zu beachtenden Mindestanforderungen an die mechanischen Eigenschaften, die Qualität sowie die Güteüberwachung der Baustoffe Stein und Mörtel sind in zahlreichen europäischen und nationalen Normen geregelt. Während die Natursteine nur in der Mauerwerkbemessungsnormen der DIN EN 1996 Eurocode 6: Bemessung und Konstruktion von Mauerwerksbauten geregelt sind, werden die Anforderungen an künstlich hergestellte Mauersteine in verschiedenen Baustoffnormen beschrieben.
In Deutschland sind u. a. folgende Normen zu beachten:
- DIN 105 (alle Teile), Mauerziegel
- DIN 4108-3, Wärmeschutz und Energie-Einsparung in Gebäuden – Teil 3: Klimabedingter Feuchteschutz – Anforderungen, Berechnungsverfahren und Hinweise für Planung und Ausführung
- DIN 4159, Ziegel für Ziegeldecken und Vergusstafeln, statisch mitwirkend
- DIN 18516 (alle Teile), Außenwandbekleidungen, hinterlüftet
- DIN 18330, VOB Vergabe- und Vertragsordnung für Bauleistungen – Teil C: Allgemeine Technische Vertragsbedingungen für Bauleistungen (ATV) – Mauerarbeiten
- DIN 20000-401, Anwendung von Bauprodukten in Bauwerken – Teil 401: Regeln für die Verwendung von Mauerziegeln nach DIN EN 771-1
- DIN 20000-403, Anwendung von Bauprodukten in Bauwerken – Teil 403: Regeln für die Verwendung von Mauersteinen aus Beton nach DIN EN 771-3
- DIN 20000-412, Anwendung von Bauprodukten in Bauwerken – Teil 412: Regeln für die Verwendung von Mauermörtel nach DIN EN 998-2
- DIN EN 413 (alle Teile), Putz- und Mauerbinder
- DIN EN 771 (alle Teile), Festlegungen für Mauersteine
- DIN EN 772 (alle Teile), Prüfverfahren für Mauersteine
- DIN EN 845 (alle Teile), Festlegungen für Ergänzungsbauteile für Mauerwerk
- DIN EN 934-3, Zusatzmittel für Beton, Mörtel und Einpressmörtel – Teil 3: Zusatzmittel für Mauermörtel
- DIN EN 998-2, Festlegungen für Mörtel im Mauerwerksbau – Teil 2: Mauermörtel
- DIN EN 1015 (alle Teile), Prüfverfahren für Mörtel für Mauerwerk
- DIN EN 1052 (alle Teile), Prüfverfahren für Mauerwerk
- DIN EN 1745, Mauerwerk und Mauerwerksprodukte – Verfahren zur Bestimmung von wärmeschutztechnischen Eigenschaften
- DIN EN 1996, Eurocode 6: Bemessung und Konstruktion von Mauerwerksbauten in 3 Teilen und den zugehörigen Nationalen Anhängen (ersetzte die zurückgezogene DIN 1053)
- DIN EN 13084-4, Freistehende Schornsteine – Teil 4: Innenrohre aus Mauerwerk – Entwurf, Bemessung und Ausführung
- DIN EN 16572, Erhaltung des kulturellen Erbes – Glossar für Mauer- und Putzmörtel
- DIN V 18580, Mauermörtel mit besonderen Eigenschaften
- DIN V 18153-100, Mauersteine aus Beton (Normalbeton) – Teil 100: Mauersteine mit besonderen Eigenschaften

Der Eurocode 6 stellt u. a. zwei Berechnungsverfahren (vereinfachtes nach DIN EN 1996-3/NA und genaues Verfahren nach DIN EN 1996-1/NA) für die Berechnung und Bemessung von unbewehrtem Mauerwerk zur Verfügung. Das genaue Verfahren wird unter Berücksichtigung der Bauteilsteifigkeiten von Wänden und Decken geführt und bringt einen entsprechenden hohen Rechenaufwand mit sich. Im Gegensatz zum genauen Berechnungsverfahren werden im vereinfachten Verfahren zum Beispiel die Einflüsse der Rahmenwirkung zwischen Wand und Decke sowie des Knickproblems durch Abminderungsbeiwerte berücksichtigt. Somit stehlt dieses Verfahren nur eine grobe Näherung dar und darf daher nur unter bestimmten Voraussetzungen angewendet werden.